# Albert Marre
Albert Marre (n. 20 septembrie 1924, New York City, New York, SUA – d. 4 septembrie 2012, New York City, New York, SUA) a fost un regizor și producător teatral american. A regizat musicalul Man of La Mancha în 1965, pentru care a obținut premiul Tony pentru cel mai bun regizor al unui musical.

## Biografie

### Tinerețe
S-a născut în New York City ca Albert Eliot Moshinsky. A urmat studii la Colegiul Oberlin, a servit în Marina SUA și apoi a studiat dreptul la Universitatea Harvard. S-a alăturat unui grup teatral de la Harvard, unde a întâlnit-o pe viitoarea sa soție, actrița Jan Farrand.

### Carieră
Marre și-a făcut debutul pe Broadway ca actor și regizor asociat în reluarea reprezentării în 1950 a comediei The Relapse a lui John Vanbrugh. El a regizat o producție teatrală a piesei Misalliance a lui Shaw. În 1954 a regizat spectacolul Kismet pe Broadway, pentru care a primit Premiul Donaldson în 1954 (precursorul premiului Tony) pentru cel mai bun regizor al unui musical. Distribuția lui Kismet era formată din: Alfred Drake, Doretta Morrow, Richard Kiley și Joan Diener. Diener și Marre s-au căsătorit în 1956, în același an în care el a fost nominalizat la premiul Tony pentru cel mai bun regizor pentru The Chalk Garden. În 1956 a regizat o reluare a reprezentației pe Broadway a piesei Saint Joan a lui Shaw, cu actrița irlandeză Siobhán McKenna în rol principal.
În 1957 Marre a regizat piesa Time Remembered (tradusă de Patricia Moyes) a lui Jean Anouilh, pe Broadway, cu o distribuție formată din Helen Hayes, Richard Burton, Susan Strasberg și Sig Arno. Spectacolul a obținut cinci nominalizări la premiile Tony, inclusiv la categoria cea mai bună piesă de teatru, iar Hayes a câștigat premiul pentru cea mai bună actriță.
A regizat în 1958 la Los Angeles o producție a spectacolului At the Grand, o versiune muzicală a romanului Grand Hotel (1930) de Vicki Baum, cu soția sa, Joan Diener, în rolul divei de operă care se îndrăgostește de un fermecător, dar fals baron. Marre s-a întors la New York unde a regizat în 1961 primul musical de pe Broadway al lui Jerk Herman, Milk and Honey, nominalizat pentru cinci premii Tony, inclusiv pentru cel mai bun musical. El a regizat apoi în 1963 pe Broadway o relansare a unei piese mai puțin cunoscute a lui Shaw, Too True to Be Good, cu o distribuție de vedete, printre care Lillian Gish, Cyril Ritchard, Glynis Johns și David Wayne.
După mai multe eșecuri a urmat ceea ce s-a dovedit a fi cel mai mare succes al său, musicalul Man of La Mancha (1965) realizat de Dale Wasserman, Joe Darion și Mitch Leigh, în care au jucat din nou Kiley și Diener. Marre a câștigat premiul Tony pentru cel mai bun regizor al unui musical. A continuat să regizeze numeroase reprezentații naționale și internaționale ale acestui hit muzical, precum și reluările de la Broadway în 1972, 1977 și 1992. El a semnat un contract pentru a regiza versiunea cinematografică a musicalului, dar a fost înlocuit mai întâi de Peter Glenville și în cele din urmă de Arthur Hiller, care erau considerați regizori de film mai experimentați. Filmul, cu Peter O'Toole și Sophia Loren, nu a avut parte de succes critic și comercial.
Colaborările ulterioare ale lui Marre cu Mitch Leigh și cu soția lui în musicalurile Cry for Us All (1970) și Home Sweet Homer (1976) nu au avut parte de succes.
Marre a regizat două versiuni ale spectacolului Chu Chem, un musical realizat de Leigh, Ted Allan, Jim Haines și Jack Wohl. Versiunea originală a fost pusă în scenă în 1966, cu Menasha Skulnick și Molly Picon, s-a jucat la Philadelphia. O a doua versiune a fost lansată în 1988 off-Broadway la Jewish Repertory Theatre. Ca urmare a recenziilor bune ale criticilor de la The New York Times și The New York Post, spectacolul a fost apoi mutat pe Broadway în aprilie 1989, unde nu a fost bine primit și a fost anulat după 45 de reprezentații.
În 1948 Marre a fost unul dintre cofondatorii istoricului Brattle Theatre din Cambridge, Massachusetts, una dintre primele companii de repertoriu clasic din țară, unde au fost reprezentate timp de cinci ani mai multe piese clasice și noi, care au fost preluate apoi pe scenele teatrelor din New York.
În 1953 el a fost angajat de Lincoln Kirstein ca primul director artistic al New York City Drama Company, la City Center, unde a regizat în primul sezon teatral trei spectacole: Love's Labour Lost (februarie 1953), Merchant of Venice (martie 1953) și Misalliance (aprilie 1953).
A fost un regizor activ atât la Londra, cât și la Los Angeles, în special pentru Los Angeles Civic Light Opera Company, unde a regizat mai multe reprezentații ale unor spectacole în care jucau vedete majore, printre care Knickerbocker Holiday cu Burt Lancaster.
El a regizat în 1967 una din producțiile inaugurale de la Teatrul Ahmanson / Los Angeles Music Center, The Sorrows of Frederick de Romulus Linney, în care a jucat Fritz Weaver.

## Viața personală
La sfârșitul anilor 1940 Marre s-a căsătorit cu actrița Jan Farrand, care a interpretat mai multe roluri principale în piesele jucate la Brattle Theatre și apoi pe Broadway; căsătoria s-a încheiat prin divorț. Regizorul s-a căsătorit apoi, în 1956, cu actrița Joan Diener, cu care a avut doi copii: Jennifer și Adam, și au rămas căsătoriți până la moartea ei în 2006.
În 2009 Marre s-a căsătorit cu actrița Mimi Turque, cu care a rămas până la moartea lui, survenită trei ani mai târziu. El a murit pe 4 septembrie 2012, la vârsta de 87 de ani, la Spitalul Mt. Sinai din New York, după o boală lungă. Turque o interpretase pe Antonia, nepoata lui Don Quixote, în producția originală a spectacolului Omul din La Mancha.

## Legături externe
- en Albert Marre la Internet Broadway Database